# Puerta de Fuencarral

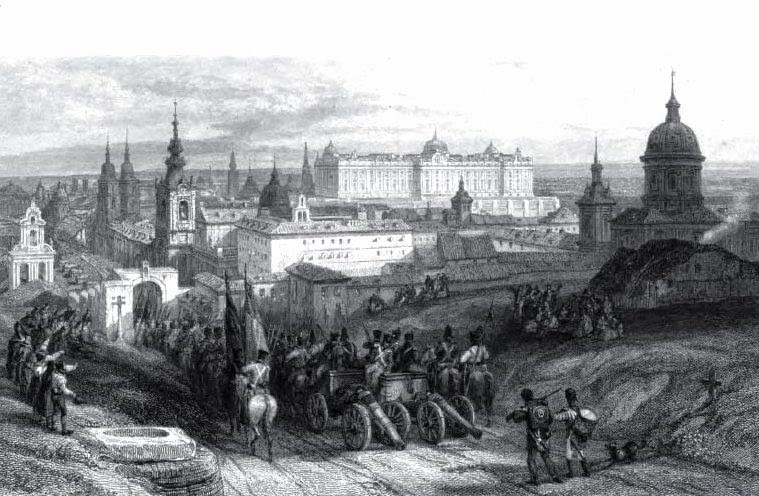
El portillo de Fuencarral en 1833, según dibujo y grabado de David Roberts.

La Puerta de Fuencarral fue uno de los portillos del lienzo norte de la cerca de Madrid, abierto al final de la calle Ancha de San Bernardo, en el entorno de lo que al inicio del siglo xxi es la Glorieta de San Bernardo. Fue demolida en 1865 junto con otros portillos como el cercano de la Puerta de los Pozos.
El abate viajero Ponz la menciona en su obra como Puerta de Foncarral, al parecer refiriéndose al origen geográfico de la piedra de que estaba hecha. 
En las afueras de la ciudad, pero cercana a la puerta, se celebraba cada 25 de abril la romería del Trapillo.
Algunos autores anotan que se conservaban restos aun a comienzos del siglo xix.